# Abraxas joyceyi
Abraxas joyceyi là một loài bướm đêm trong họ Geometridae.